# 아녜스 바르다
아녜스 바르다(Agnès Varda, 1928년 5월 30일 ~ 2019년 3월 29일)는 벨기에, 프랑스 영화 감독, 영화 각본가, 사진작가, 배우, 다큐멘터리 감독, 비주얼 아티스트이다.
루브르 학교에서 예술사를 수학하고 사진작가, 촬영기사 활동 중 《라 푸앵트 쿠르트로의 여행》(1954) 연출을 통해 영화감독으로 이름을 알리게 된다.
1960년대 프랑스에서 시작된 누벨 바그 운동의 기수 중 한 사람이다. 좌안파에 해당하였다. 장 뤽 고다르, 앙리 조르즈 클로조, 르네 클레망, 자크 타티 등과 함께 활동하였다. 《5시부터 7시까지의 클레오》(1962), 《행복》(1964), 《방랑자》(1985), 《이삭 줍는 사람들과 나》(2000)를 비롯한 다수의 작품을 만들었다. 누벨바그 감독들과 함께 관습화된 영화 언어를 해체하였으며, 주체로의 다양한 여성을 그려내었다. 여성 캐릭터의 창조로 대안적 방식과 가능성을 제시하였다. 2015년 단편 《레 3 부통》에 이르기까지 활발히 활동하고 있다.
1962년 결혼한 배우자 자크 데미, 아들 마티외 데미 등이 영화 감독으로, 딸 로잘리 바르다는 영화 의상 디자이너로 일가족이 모두 영화계에 종사하였다.
1965년 베를린국제영화제 은곰상을, 1985년 베네치아 국제 영화제 최고상 황금사자상을 받았다. 2000년 시카고 국제 영화제에서 최우수다큐멘터리상을 받았다. 2009년 제35회 LA 비평가 협회상의 다큐멘터리상을 받았다. 2015년 제68회 칸 국제 영화제에서 명예 황금종려상을 받게 되었다. 이는 2002년 우디 앨런, 2009년 클린트 이스트우드, 2011년 베르나르도 베르톨루치 감독에 이어 네 번째이다.

## 감독 영화 목록
- 라 푸앵트 쿠르트로의 여행 (1955)
- 5시부터 7시까지의 클레오 (1962)
- 행복 (1965)
- 창조물들 (1966)
- 라이온의 사랑 (1969)
- 노래하는 여자, 노래하지 않는 여자 (1977)
- 도큐멘추어 (1981)
- 방랑자 (1985)
- 아무도 모르게 (1988)
- 아녜스 V에 의한 제인 (1988)
- 낭트의 자코 (1991)
- 시몽 시네마의 101의 밤 (1995)

### 다큐멘터리
- 머나먼 베트남 (1967)
- Daguerréotypes (1976)
- 벽, 벽들 (1980)
- 로슈포르, 25년 후 (1993)
- 자크 드미의 세계 (1995)
- 이삭줍는 사람들과 나 (2000)
- 이삭줍는 사람들과 나 2년 후 (2002)
- 시네바르다포토 (2004)
- Quelques veuves de Noirmoutier (2006)
- 아녜스 바르다의 해변 (2008)
- 바르다가 사랑한 얼굴들 (2017)
- 아녜스가 말하는 바르다 (2019)